# Interceptor (1986)
Interceptor – Phantom der Ewigkeit (Originaltitel: The Wraith) ist ein US-amerikanischer Spielfilm aus dem Jahr 1986 von Regisseur Mike Marvin mit Charlie Sheen, Nick Cassavetes und Sherilyn Fenn in den Hauptrollen. Der Film startete am 11. Juni 1987 in den deutschen Kinos.

## Handlung
Eine Bande teils drogensüchtiger Auto-Rocker terrorisiert schon seit Monaten die Jugendlichen einer Kleinstadt in Arizona. Pärchen werden überfallen, die Fahrer ihrer Wagen zur Teilnahme an illegalen Autorennen gezwungen, die sie gegen die massiv getunten Fahrzeuge der Rocker nur verlieren können. Die bei den Rennen als Einsatz dienenden Autos der Opfer werden entweder selbst aufgerüstet, um wiederum für Rennen zur Verfügung zu stehen, oder verkauft, um wilde Partys, Drogenkonsum und illegale Geschäfte zu finanzieren. Treffpunkt der Gang ist ein großer Imbissstand vor der Stadt, an dem die hübsche Keri Johnson als Kellnerin arbeitet. Packard Walsh, der charismatische und besonders gewalttätige Anführer der Rockergang, führt ein strenges Regiment und zwingt Keri zu einer Beziehung mit ihm. Der vor seiner Wiederwahl stehende Sheriff des Ortes, Loomis, lässt Packard und seine Gang bislang in Ruhe, da er nur von vorübergehenden Streitigkeiten zwischen Halbstarken ausgeht. Er beobachtet die Bande allerdings und gibt Packard zu verstehen, keine Angst vor ihm zu haben, auch wenn dieser das nur halbherzig zur Kenntnis nimmt.
Während Packard gerade Billy, den Pächter des Imbissstands und Bruder von Keris ermordetem Freund Jamie, zu einem Rennen herausfordern will, erscheint dort ein Unbekannter mit dem Turbo Interceptor, einem futuristischen schwarzen Sportwagen mit verdunkelten Scheiben, der sofort die Begehrlichkeiten Packards und seiner Gangmitglieder weckt. Wie bisher kommt es zu einem Rennen ("Wer zuerst an der Kreuzung ist, gewinnt. Wer verliert, der verliert auch seinen Wagen"). Dieses endet für Oggie Fisher, den Fahrer der Gang, mit einem tödlichen Zusammenstoß; am Unfallort werden aber keinerlei Trümmer eines anderen Fahrzeugs gefunden.
Typisch ist hier, dass die Opfer, die grundsätzlich durch Explosion ihres Wagens verbrennen (sollten), mehr oder weniger unversehrt aufgefunden werden und ihnen lediglich die Augen fehlen.
Während die Polizei den schwarzen Hightech-Turbo sucht, kommt ein mysteriöser fremder Junge in die Stadt, der sich als Jake vorstellt und im Handumdrehen Keris Herz gewinnt.
Mit einer Botschaft warten das offenbar unzerstörbare Hightech-Auto und sein Fahrer auf Packard und seine Gang außerhalb der Stadt. Nach einem weiteren Rennen mit tödlichem Ausgang ist ein massives Polizeiaufgebot hinter dem Wagen her. Es werden Straßensperren aufgestellt, doch diese durchbricht der Turbo mühelos, ohne auch nur einen Kratzer davonzutragen. Bei der anschließenden Verfolgungsjagd verschwindet der Wagen in der Wüste und taucht urplötzlich an beliebigen Orten wieder auf. Langsam dämmert nicht nur Packard, sondern auch dem Sheriff, dass hier eine höhere Macht die Finger bzw. Reifen im Spiel hat.
Rughead, das einzige unschuldige Gangmitglied, welches lediglich als Mechaniker tätig ist, gerät in Panik. Nachdem er die Tuningwerkstatt samt Bande verlassen hat, stürmt der Turbo heran und hinterlässt ein Trümmerfeld. Zwei weitere Gangmitglieder, Skank und Gutterboy, sterben. Währenddessen ermutigt Jake Keri, Packard gegenüber mutiger aufzutreten.
Da dieser nun allein ist, kidnappt er Keri und will mit ihr die Stadt verlassen. Sie spricht ihn auf den Mord an Jamie an, woraufhin er die Tat schließlich zugibt. Nachdem er sie bedroht, eilt der Turbo Interceptor heran und fordert Packard zum entscheidenden Rennen. Packard findet sein Ende und Loomis muss zugeben, dass er den Turbo nicht stoppen kann.
Am Abend tritt Keri dem Fremden gegenüber und es schließt sich der Kreis. Jake ist identisch mit dem Fahrer des Interceptors und dem von den Toten zurückgekehrten Jamie, der mit seinen Mördern abgerechnet hat. Er schenkt schließlich seinem Bruder den Interceptor und verlässt mit Keri die Stadt.

## Soundtrack

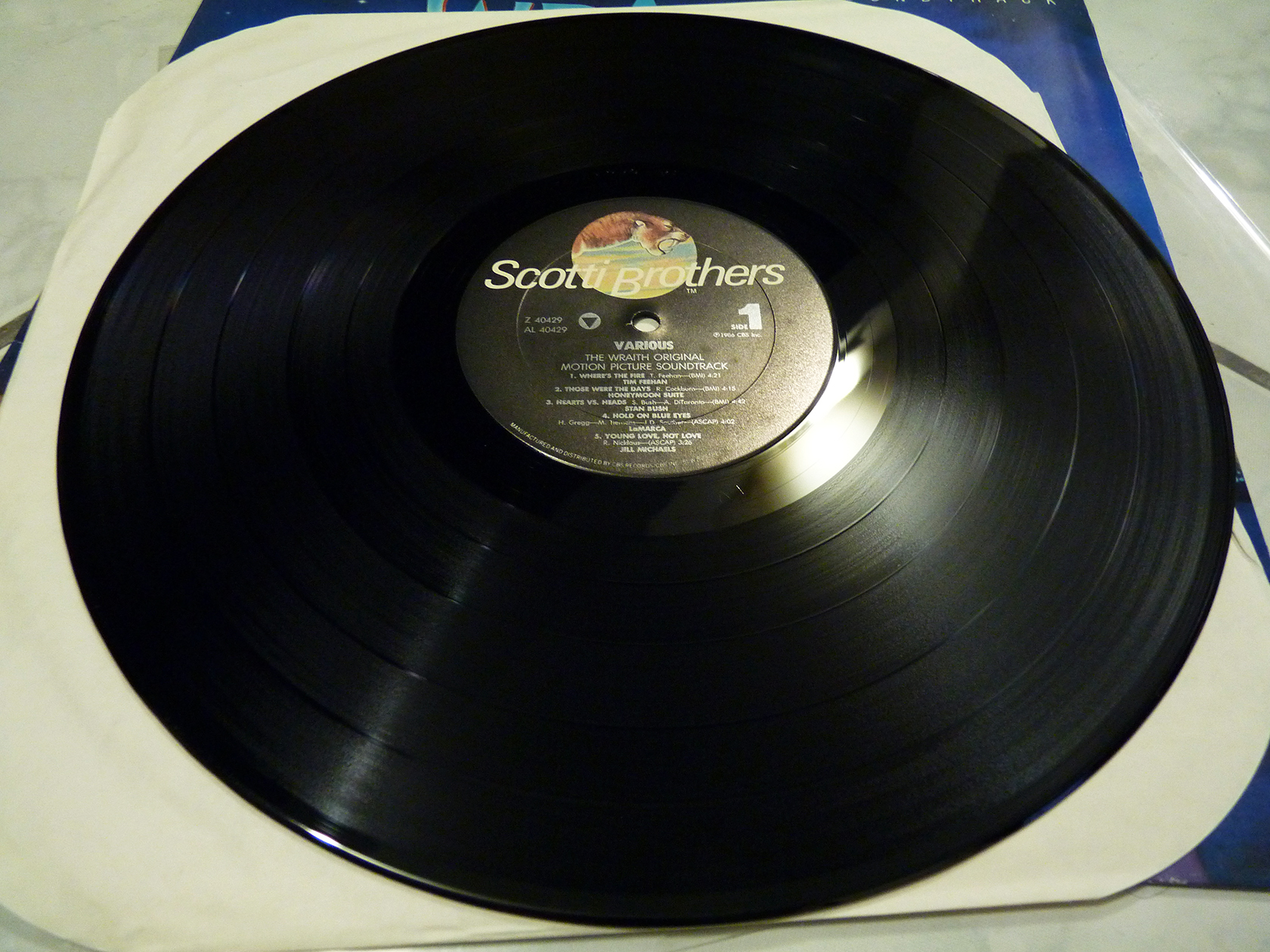
Soundtrack-LP

Der Soundtrack zu dem Film enthält zehn Titel und ist international als LP und CD für kurze Zeit erschienen. Aufgrund der niedrigen Auflage erzielen originale Tonträger bei Sammlern überdurchschnittliche Preise.
Enthalten ist unter anderem der Song Secret Loser von Ozzy Osbourne, der ebenfalls auf dessen Album The Ultimate Sin zu finden ist
Tracks auf der CD
1. Where’s the Fire – Tim Feehan
2. Those Were the Days – Honeymoon Suite
3. Hearts Vs Heads – Stan Bush
4. Hold on Blue Eyes – LaMarca
5. Young Love, Hot Love – Jill Michaels
6. Secret Loser – Ozzy Osbourne
7. Never Surrender – Lion
8. Bad Mistake – James House
9. Wake Up Call – Ian Hunter
10. Matter of the Heart – Bonnie Tyler

Weitere Songs aus dem Film
1. Smokin’ in the Boys’ Room – Mötley Crüe
2. Addicted to Love – Robert Palmer
3. Scream of Angels – Nick Gilder
4. Power Love – Lion
5. Rebel Yell – Billy Idol

## Synchronisation
| Rolle          | Schauspieler    | Synchronsprecher |
| -------------- | --------------- | ---------------- |
| Jake/Der Geist | Charlie Sheen   | Martin Halm      |
| Packard Walsh  | Nick Cassavetes | Pierre Franckh   |
| Sheriff Loomis | Randy Quaid     | Michael Rüth     |
| Rughead        | Clint Howard    | Philipp Moog     |
| Skank          | David Sherrill  | Jan Odle         |
| Gutterboy      | Jamie Bozian    | Udo Wachtveitl   |

## Kritik
Lexikon des internationalen Films: „Klischeeüberhäufter, langweiliger Actionfilm mit Science-Fiction-Elementen und einer sentimentalen Teenager-Romanze.“

## Trivia
Gedreht wurde überwiegend in Tucson und Gila Bend, Arizona.
Der im Film als Turbo Interceptor bezeichnete Wagen ist ein abgewandelter Nachbau des Dodge M4S, ein Konzeptfahrzeug.
Das Aussehen des Dodge M4S weicht erheblich vom Film-Interceptor ab.